# Klonus
Klonus är beteckningen på en rytmiskt upprepad sträckreflex på grund av en plötslig sträckning i en muskel. Klonus kan vara ett symptom vid ett flertal olika neurologiska sjukdomar, ofta tillsammans med övre moterneuron-skador.
Klonus är därmed ett av sätten att skilja en övre motorneuronskada från en nedre motorneuronskada då detta saknas i det sistnämnda.